# Cantó de Hayange
El cantó de Hayange és un cantó francès del departament del Mosel·la, situat al districte de Thionville-Oest. Té 3 municipis i el cap és Hayange.

## Municipis
- Hayange (Heengen)
- Ranguevaux
- Serémange-Erzange

## Història
| Data d'elecció                           | Identitat           | Partit                     | Qualitat |
| ---------------------------------------- | ------------------- | -------------------------- | -------- |
| 1945-1949                                | M. Rubeck           | PCF, després Divers gauche |          |
| 1949-1961                                | Gabriel Wahrheit    | Divers droite              |          |
| 1961-1967                                | Jean Engler         | UNR                        |          |
| 1967-1982                                | Victor Madelaine    | PS                         |          |
| 1982-1988                                | Yves Jambel         | PS                         |          |
| 1988-1994                                | Alphonse Bourgasser | Divers droite              |          |
| 1994-2001                                | Gisèle Printz       | PS                         |          |
| 2001-                                    | Philippe David      | PS                         |          |
| les dades anteriors no són pas conegudes |                     |                            |          |
|                                          |                     |                            |          |

## Demografia
| A partir de 1990 : Població sense dobles comptes |